# Gesteira e Brunhós
Gesteira e Brunhós (llamada oficialmente União das Freguesias de Gesteira e Brunhós) es una freguesia portuguesa del municipio de Soure, distrito de Coímbra. Según el censo de 2021, tiene una población de 954 habitantes.

## Historia
Fue creada el 28 de enero de 2013 en aplicación de una resolución de la Asamblea de la República de Portugal promulgada el 16 de enero de 2013 con la unión de las freguesias de Brunhós y Gesteira, pasando su sede a estar situada en la antigua freguesia de Gesteira.

## Demografía
| Gráfica de evolución demográfica de Gesteira e Brunhós entre 2011 y 2021 |
|                                                                          |
| Datos según el nomenclátor publicado por el INE portugués.               |